# Marmosa andersoni
Espèce
Synonymes
- Marmosa (Stegomarmosa) andersoni Pine, 1972

Répartition géographique
Statut de conservation UICN

 DD  : Données insuffisantes
Marmosa andersoni est une espèce d'opossums de la famille des Didelphidae et endémique du Pérou.

## Étymologie
Son nom spécifique, andersoni, lui a été donné en l'honneur de Sydney Anderson (d), zoologiste américain né en 1927.

## Publication originale
- (en) Ronald H. Pine, « A New Subgenus and Species of Murine Opossum (Genus Marmosa) from Peru », Journal of Mammalogy, Baltimore, Allen Press (d), OUP et ASM, vol. 53, no 2,‎ 23 juin 1972, p. 279-282 (ISSN 0022-2372 et 1545-1542, OCLC 1800234, DOI 10.2307/1379162, JSTOR 1379162, lire en ligne).